# 東光寺 (佐渡市)
東光寺（とうこうじ）は、新潟県佐渡市にある曹洞宗の寺院。

## 歴史
1382年（永徳2年）、源翁心昭によって開山された。
当寺の本尊は聖観音菩薩であり、秘仏である。筑前国（現・福岡県）の僧が源翁に譲ったものという。1691年（元禄4年）の火災にも難を逃れている。
当寺には、住職と禅問答を繰り広げた禅達ムジナの伝説が残されている。

## 文化財
- 板書六地蔵（佐渡市指定文化財 平成16年3月1日指定）[3]
- 東光寺鰐口（佐渡市指定文化財 平成16年3月1日指定）[4]
- 魚鼓（佐渡市指定文化財 平成16年3月1日指定）[5]

## 交通アクセス
- 両津港より車1時間。